# Tine Joustra
 (février 2019).
Si vous disposez d'ouvrages ou d'articles de référence ou si vous connaissez des sites web de qualité traitant du thème abordé ici, merci de compléter l'article en donnant les références utiles à sa vérifiabilité et en les liant à la section « Notes et références ».
Tine Joustra, née le 24 février 1964 à Dordrecht,,, est une actrice néerlandaise.

## Filmographie

### Cinéma et téléfilms
- 1995 : Hoogste tijd : Nimf
- 1995-2002 : Baantjer : Deux rôles (Annelies de Wilde et Marijke Huberts)
- 1996 : Advocaat van de Hanen (nl) : L'avocate
- 1996 : De Winkel (nl) : Joke Anders
- 1997 : Arends : La propriétaire no 3
- 1998 : Combat : Jeanne Verbrugge
- 1999 : Innamorata : La femme mariée
- 1999 : Westenwind (nl) : Hester Bronckhorst
- 1999 : Leven en dood van Quidam Quidam (nl) : L'hôtesse de Euroweb
- 2004 : Het zuiden (nl) : La spécialiste en prothèse
- 2004 : Zinloos (nl) : L'architecte
- 2005 : Storm : Rianne
- 2006 : Intensive Care (nl) : La docteur Karen Bodecker
- 2006 : Spoorweg : Ellen
- 2008 : Marathon Girl : La mère
- 2008 : Flikken Maastricht : Trudy van Brunsen
- 2009 : Arie : Marie
- 2009 : Alles stroomt (nl) : Roel
- 2010 : Mo : Joke
- 2011 : Verborgen verhalen (nl) : La maman
- 2014 : A'dam - E.V.A. (nl) : Bazin Rammel
- 2015 : Noord Zuid (nl) : la mère de Splinter
- 2017 : Sonate : Agate
- 2017 : De 12 van Oldenheim (nl) : Marion Pruis
- 2017 : Hitman and Bodyguard : Renata Casoria
- 2018 : Het leven is vurrukkulluk (nl) : La mère de Mees
- 2018 : An Impossibly Small Object : La caissière
- 2018 : Immortality, Blackpills : Sylvia
- 2018 : Zuidas : Francien van de Sande Grinten
- 2018 : Rafaël : La fonctionnaire à l'ambassade néerlandaise
- 2018 : Ik Weet Wie Je Bent (nl) : Antoinette Meurs
- 2018 : Comedy in a Minor Key (Keizersvrouwen) : La femme
- 2019 : Women of the Night : La professeur de Piano
- 2019 : Ten Zuiden van de Hemel : Aaltje
- 2019 : De Belofte van Pisa : La professeur de français

## Théâtre
- 1994 : Ilias
- 1995 : Het dagboek van Anne Frank
- 1996 : De Neus
- 1997 : Muze, of de vrouwen van Picasso
- 1999 : Eco Romance
- 2000 : Naar Belgrado
- 2001 : Peter Pan
- 2002 : Shakespeare is dead, get over it
- 2005 : Nine
- 2005 : Euryanthe
- 2006 : Body Peeling
- 2007 : Klei
- 2008 : Een meeuw
- 2008 : Fewer Emergencies
- 2009-2010 : Hoe overleef ik mijn eerste zoen